# União Cristã de Temperança Feminina
A União Cristã de Temperança Feminina (Woman's Christian Temperance Union - WCTU) é uma organização internacional dedicada ao combate ao alcoolismo e à promoção de reformas sociais. Fundada em 23 de dezembro de 1873, em Hillsboro, Ohio, a WCTU é uma das primeiras organizações femininas voltadas para a reforma social, unindo esforços religiosos e seculares com um programa baseado no cristianismo aplicado. A organização desempenhou um papel crucial no movimento de temperança e foi uma força significativa no apoio à Décima Oitava Emenda dos Estados Unidos, além de influenciar outras questões de reforma social durante a era progressista.
Após sua fundação, a WCTU rapidamente ganhou destaque, com Matilda Gilruth Carpenter liderando uma bem-sucedida campanha para fechar os saloons em Washington, Ohio. A WCTU foi formalmente organizada em uma convenção nacional realizada em Cleveland, Ohio, de 18 a 20 de novembro de 1874.
Internacionalmente, a WCTU também se destacou, patrocinando uma conferência internacional dois anos após sua fundação, o que resultou na criação da União Internacional de Temperança Cristã Feminina. A União Mundial de Temperança Cristã Feminina (World's Woman's Christian Temperance Union), formada em 1883, tornou-se o braço internacional da organização, que agora tem afiliadas na Austrália, Canadá, Países Baixos, Finlândia, Índia, Japão, Nova Zelândia, Noruega, Coreia do Sul, Reino Unido e Estados Unidos, entre outros países.
A WCTU realiza uma cerimônia conhecida como Recruta da Fita Branca (White Ribbon Recruit - WRR), na qual bebês são dedicados à causa da temperança por meio da colocação de uma fita branca em seus pulsos. Os patrocinadores adultos se comprometem a ajudar a criança a viver uma vida livre de álcool e outras drogas.

## Criação
Em sua fundação, em 1874, a WCTU tinha como objetivo declarado criar um “mundo sóbrio e puro” através da abstinência, da pureza e do cristianismo evangélico. A primeira presidente da WCTU, Annie Wittenmyer, era conservadora em suas metas para o movimento, focando exclusivamente na questão do consumo de álcool e evitando o envolvimento com a política. A constituição da WCTU exigia “a proibição total da fabricação e venda de bebidas alcoólicas intoxicantes como bebida”.

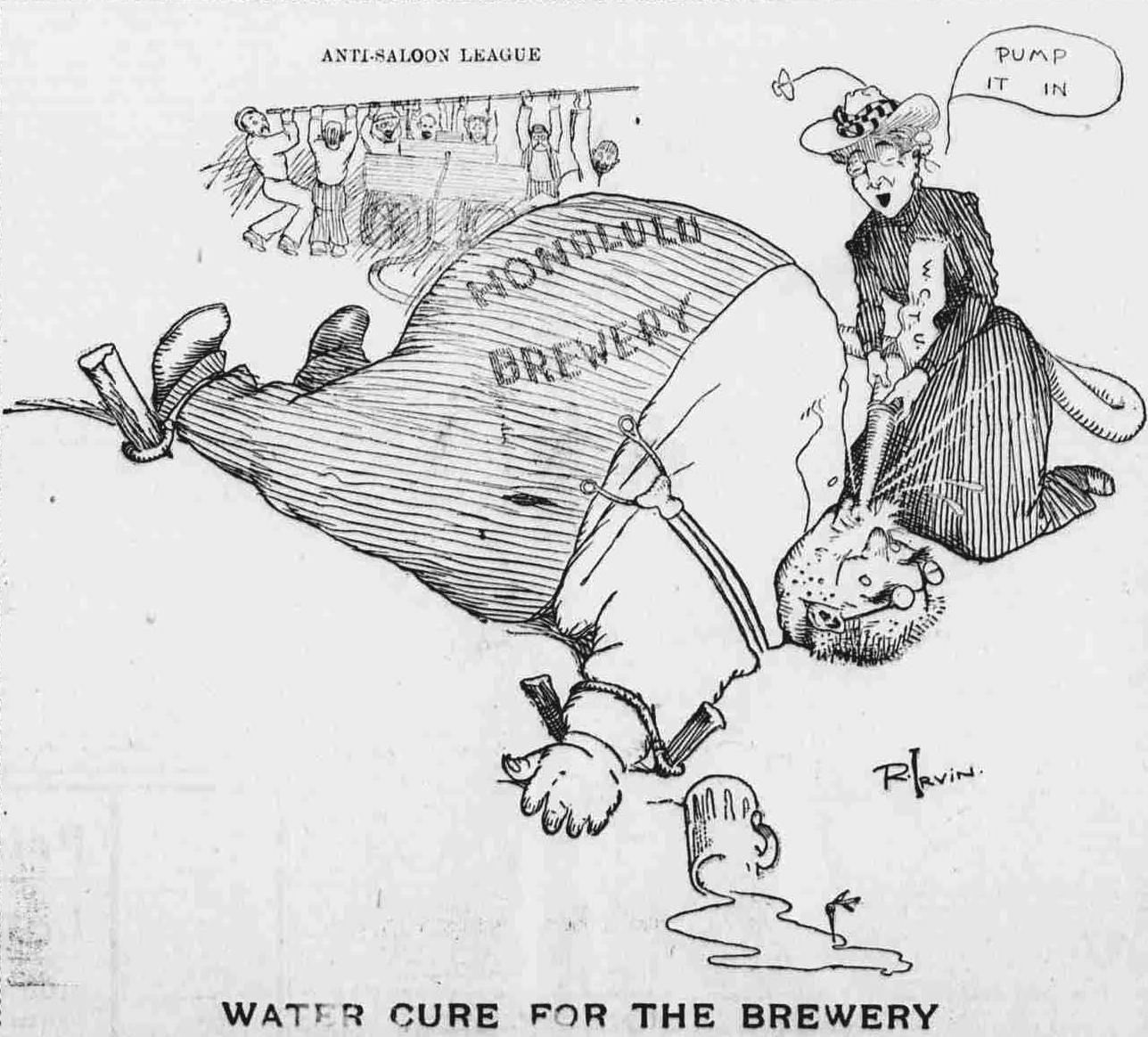
Esta ilustração de 1902 do jornal Hawaiian Gazette ilustra com humor a campanha da Liga Anti-Saloon e da União Cristã de Temperança Feminina contra os produtores e vendedores de cervejas no Havai.

Em 1879, Frances Willard, uma feminista notável, foi eleita a segunda presidente da WCTU. Sob sua liderança, a organização cresceu significativamente e se tornou a maior organização de mulheres do mundo em 1890. Willard permaneceu na presidência até sua morte em 1898.
Os membros da WCTU foram inspirados pelo escritor grego Xenofonte, que definiu a temperança como “moderação em todas as coisas saudáveis; abstinência total de todas as coisas prejudiciais.” Em outras palavras, se algo é bom, não deve ser consumido em excesso; se algo é ruim para você, deve ser evitado por completo — o que explica suas tentativas de eliminar o que consideravam (e ainda consideram) como os perigos do álcool.
A WCTU via o álcool como causa e consequência de problemas sociais mais amplos, e não como uma fraqueza ou falha pessoal. Além disso, a organização também defendeu o combate ao tabaco. Em 1885, a WCTU americana formou um “Departamento para a Derrubada do Hábito do Tabaco” e publicou frequentemente artigos contra o tabaco na década de 1880. A campanha contra o tabaco continuou até a década de 1950.

## Interesses políticos
Como consequência de seus objetivos declarados, a União Cristã de Temperança Feminina (WCTU) também se envolveu em uma ampla gama de questões de reforma social, como trabalho, prostituição, saúde pública, saneamento e paz internacional. À medida que o movimento se expandia, os membros da WCTU passaram a focar também no sufrágio feminino. A WCTU foi fundamental para a organização de líderes do movimento sufragista e ajudou muitas mulheres a se engajar na política americana. Os capítulos locais da WCTU, conhecidos como “sindicatos”, eram em grande parte autônomos, embora estivessem conectados às sedes estaduais e nacionais. Frances Willard, uma líder proeminente, advogou pela cédula de “Proteção ao Lar”, argumentando que as mulheres, sendo moralmente superiores, precisavam do voto para agir como “mães-cidadãs” e proteger seus lares, curando os males da sociedade. Em uma época em que as sufragistas eram frequentemente vistas como radicais, a WCTU oferecia uma alternativa mais tradicional e “apropriada” para as mulheres se filiarem.
Os interesses da WCTU em proteção ao lar também se estendiam aos direitos trabalhistas e ao socialismo. A organização tinha uma estreita associação com os Cavaleiros do Trabalho (Knights of Labor), compartilhando metas de harmonia de classe, trabalhadores sóbrios e disciplinados e a instituição de um dia de descanso. A preocupação com as condições dos trabalhadores e seu impacto sobre a vida familiar levou muitos membros a criticar a exploração capitalista e a exigir um salário digno.
Apesar de ter filiais em toda a América do Norte e contar com centenas de milhares de membros, o “cristão” no nome da WCTU era predominantemente associado a aqueles com convicções evangélicas protestantes. A meta de evangelizar o mundo segundo esse modelo limitava a atração da organização a católicos, judeus, muçulmanos, budistas ou hindus, embora esses últimos também tivessem uma forte inclinação para a abstinência. À medida que a WCTU se expandia internacionalmente, desenvolveu várias abordagens que ajudaram a incluir mulheres de outras religiões além do cristianismo, mas a organização continuava sendo, e ainda é, predominantemente composta por mulheres cristãs.
A WCTU também se dedicou a promover a reforma moral pessoal e social. Na década de 1880, trabalhou na criação de legislação para proteger as jovens trabalhadoras da exploração masculina, incluindo o aumento das leis de idade de consentimento. A organização também se empenhou em manter os domingos como dias de descanso e restringir atividades consideradas frívolas. Em 1901, a WCTU até afirmou que o golfe não deveria ser permitido aos domingos.

Além disso, a WCTU estava envolvida em esforços para aliviar a pobreza e desencorajar o consumo de produtos alcoólicos. Utilizando artigos de jornais, a WCTU tentou demonstrar que a abstinência ajudaria as pessoas a progredir na vida. Um artigo fictício ilustra esse ponto:
Ned se candidatou a um emprego, mas não foi escolhido. Ele acha que o possível empregador o julgou como seu tio Jack. Jack é um homem gentil, mas gasta seu dinheiro em bebidas e cigarros. Ned também foi visto bebendo e fumando. O empregador acha que Ned Fisher não tem as características necessárias de diligência que ele associa à abstinência e ao autocontrole.

## Disseminação e influência
A União Cristã de Temperança Feminina (WCTU) experimentou um crescimento rápido, adotando a filosofia "Do Everything" (Faça Tudo) de Frances Willard. Isso implicava que a WCTU promovia campanhas em favor da proibição local, estadual e nacional, sufrágio feminino, legislação para proteção da pureza, ensino científico sobre temperança nas escolas, melhores condições de trabalho, leis contra a poligamia, americanização e diversas outras reformas. Apesar de sua imagem como uma organização evangélica de temperança, os discursos presidenciais da WCTU evidenciam como a organização integrava questões relacionadas à organização popular, temperança, educação, imigração e assimilação cultural.
Uma seção estadual significativa foi a WCTU de Minnesota, cuja origem remonta às cruzadas anti-saloon de 1873 e 1874. Durante esses eventos, mulheres em todo os Estados Unidos se reuniram em frente aos saloons para orar e perturbar os clientes. Em Minnesota, essas manifestações enfrentaram considerável resistência; em Anoka, por exemplo, mulheres foram alvo de água fria e cerveja lançadas por donos de saloons e suas esposas enquanto oravam na calçada. Esse desafio acabou incentivando as mulheres a formar sociedades locais, que se uniram para estabelecer a União Nacional de Temperança Cristã Feminina (National Woman's Christian Temperance Union) em 1874. Entre 1875 e 1877, as cidades de Saint Paul, Minneapolis, Red Wing e Owatonna fundaram seus primeiros clubes locais da WCTU. A seção de Minnesota começou oficialmente no outono de 1877 e expandiu-se por todo o estado, tanto em termos de número de membros quanto de interesses.
A WCTU de Minnesota dedicou-se a promover os valores da organização, incluindo a americanização de novos imigrantes. Bessie Laythe Scovell, natural da Nova Inglaterra e presidente da seção de Minnesota de 1897 a 1909, detalhou em seu discurso de 1900 os métodos que a WCTU utilizaria para alcançar seus objetivos no estado. Scovell adotou uma abordagem considerada "progressista" para lidar com imigrantes, especialmente alemães e escandinavos, que eram vistos como consumidores de álcool.
Para Scovell e as mulheres da WCTU de Minnesota, falar inglês e participar de instituições americanas estabelecidas eram considerados essenciais para se tornar verdadeiramente “americano”, assim como a abstinência de álcool era vista como necessária para a virtude. Ao relacionar a língua com a cultura e as instituições, Scovell e a WCTU reconheceram que uma abordagem multicultural seria necessária para transmitir valores aos novos imigrantes, embora não vissem o multiculturalismo como um valor intrínseco. A WCTU considerava as culturas estrangeiras europeias como prejudiciais à virtude, levando ao consumo excessivo de álcool, e, portanto, considerava fundamental que os imigrantes aprendessem inglês e se integrassem à cultura americana.

### WCTU e raça
Embora a WCTU fosse predominantemente composta por mulheres brancas, contava com um número significativo de membros negros e indígenas. Em 1901, Eliza Pierce, uma mulher nativa americana, fundou uma seção do sindicato em Nova York.
A literatura sobre a WCTU menciona frequentemente membros afro-americanos, embora muitas vezes de forma secundária. Frances Ellen Watkins Harper, uma proeminente ativista negra, foi uma figura ativa na WCTU, defendendo a inclusão da luta contra o linchamento entre as causas da organização. No entanto, a influência de Willard, que acabou priorizando as demandas das mulheres brancas do sul, fez com que essa campanha fosse relegada a um papel secundário.
Em 1889, Harper solicitou formalmente que, ao interagir com pessoas de cor, a “cortesia cristã” fosse demonstrada. A WCTU enfrentou críticas de ativistas negros, incluindo a conhecida reformadora Ida B. Wells, que condenou Willard por suas declarações sobre a embriaguez entre os negros. De maneira geral, as mulheres negras na WCTU enfrentaram desafios semelhantes aos que encontravam na sociedade mais ampla, mas isso não impediu sua contribuição significativa para o movimento.

## Proibição

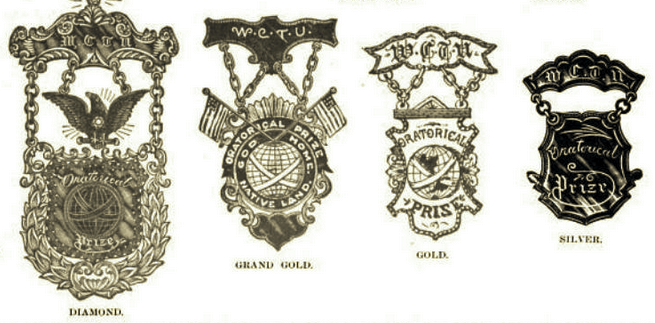
Em 1897, o sistema de concursos de medalhas da Demorest fundiu-se com o da WCTU, que concebeu a sua própria série de medalhas (na foto). Adelia E. Carman foi supervisora do departamento de medalhas durante 30 anos.

Em 1893, a WCTU redirecionou seu foco para a proibição, o que culminou no sucesso da aprovação da 18ª Emenda à Constituição dos EUA. No entanto, após a implementação da proibição, a organização experimentou uma diminuição no número de membros.
Com o tempo, ativistas do movimento de proibição e sufrágio levantaram suspeitas de que associações de cervejarias estavam financiando atividades anti-sufrágio. Em 1919, uma investigação do Senado confirmou essas suspeitas, revelando que alguns membros da Associação de Fabricantes de Cerveja dos Estados Unidos (United States Brewers Association) eram abertamente hostis ao movimento pelo sufrágio feminino, com um membro afirmando: “Derrotamos o sufrágio feminino em três ocasiões diferentes”.
Apesar de seu caráter explicitamente religioso e de sua colaboração com grupos religiosos em questões de reforma social, a WCTU se opôs ao uso de vinho em cerimônias religiosas. Durante uma convenção episcopal, a organização pediu que a igreja substituísse o vinho por suco de uva não fermentado, argumentando que o vinho continha “o veneno narcótico, o álcool, que não pode representar verdadeiramente o sangue de Cristo”.
A WCTU também defendia a proibição do tabaco. Em 1919, a organização expressou ao Congresso seu desejo de eliminar completamente o tabaco dentro de cinco anos.
Sob a liderança de Frances Willard, a WCTU apoiou o programa White Life for Two (Vida Branca para Dois), que propunha que os homens alcançariam a posição moral elevada das mulheres (e, portanto, se tornariam iguais a elas) ao se abster de luxúria, álcool e tabaco. Além disso, a organização lutou para proibir o uso de álcool nas bases militares, em reservas de nativos americanos e nas instituições de Washington. Willard foi bem-sucedida em aumentar a influência política da WCTU ao acreditar firmemente que o sucesso da organização dependia de uma maior politização de sua plataforma, contrastando com a abordagem de Annie Wittenmyer.

## Alcance

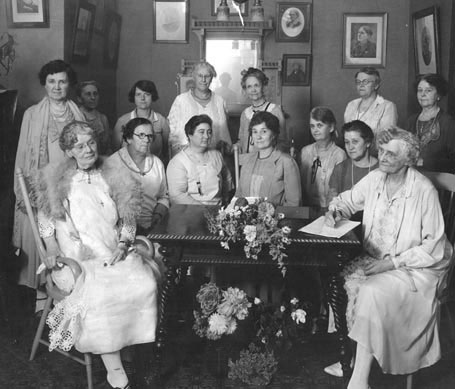
Mulheres da WCTU numa reunião, 1924.

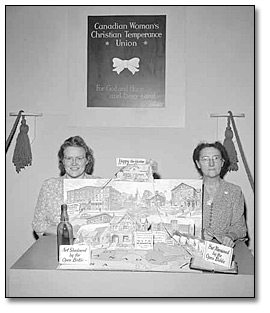
Stand da WCTU na Exposição Nacional Canadiana em Toronto, 1945.

Nos Estados Unidos, a WCTU estava marcada por divisões ideológicas significativas. Annie Wittenmyer, a primeira presidente da organização, acreditava na unicidade de propósito da WCTU, argumentando que a organização deveria se concentrar exclusivamente em sua missão de temperança, sem se envolver em questões como sufrágio feminino ou outras reformas sociais. Para Wittenmyer, a moralidade era o foco principal, e o problema do álcool era visto como uma questão de caráter moral individual, não como um efeito das instituições que facilitavam o acesso ao álcool.
Por outro lado, Frances Willard, a segunda presidente da WCTU, adotava uma perspectiva muito mais ampla sobre os problemas sociais. Willard defendia causas como salários dignos, jornada de trabalho de oito horas, tribunais de conciliação e arbitragem, justiça econômica, e a promoção da paz e da boa vontade entre os homens. Essa abordagem refletia uma divisão interna na organização entre o conservadorismo de Wittenmyer e o progressismo de Willard. De fato, a ala oriental da WCTU tendia a apoiar a visão mais conservadora de Wittenmyer, enquanto a ala ocidental mostrava uma inclinação em favor das reformas progressistas propostas por Willard.
O número de membros da WCTU experimentou um crescimento significativo a cada década até a década de 1940. Na década de 1920, a organização estava presente em mais de quarenta países e atingiu seu auge com mais de 766.000 membros que pagavam anuidades em 1927.

## Comitês
Na segunda década da organização (1884-1894), muitos departamentos foram lançados com foco em necessidades especiais. Esses departamentos incluíam:
- Anti-Narcóticos (1884);
- Cidadania Cristã (1896);
- Evangelística (1883);
- Feiras e reuniões ao ar livre (1880);
- Missão das Flores (1883);
- Franquia (1881);
- Saúde e Hereditariedade (1881);
- Institutos (1889);
- Jardim de infância (1884);
- Legislação (1874);
- Legião Leal de Temperança (1874) (trabalho juvenil);
- Literatura (1877);
- Concursos de medalhas (1896);
- Temperança médica (1883);
- Misericórdia (1890);
- Pureza (1875);
- Uso Parlamentar (1887);
- Paz e arbitragem internacional (1888);
- Trabalho Penal e Reformatório (1877);
- Imprensa (1874);
- Pureza na literatura e na arte - supressão da literatura impura (1884);
- Observância do sábado - supressão da profanação do sábado (1884);
- Instrução de Temperança Científica (1874);
- Caixas Econômicas Escolares (1891);
- Reuniões sociais e Dias da Carta Vermelha (1880);
- Escola Dominical (1874)Temperança e trabalho (1881);
- Temperança e Missões (1907);
- Bíblia nas Escolas Públicas (1911);
- Trabalho entre pessoas de cor (1880);
- Trabalho entre estrangeiros (1880);
- Trabalho entre Indígenas (1884);
- Trabalho entre madeireiros e mineiros (1883);
- Trabalho entre funcionários de ferrovias (1881);
- Trabalho entre soldados e marinheiros (1881);
- Sindicatos de mulheres jovens (1877).

## Situação atual

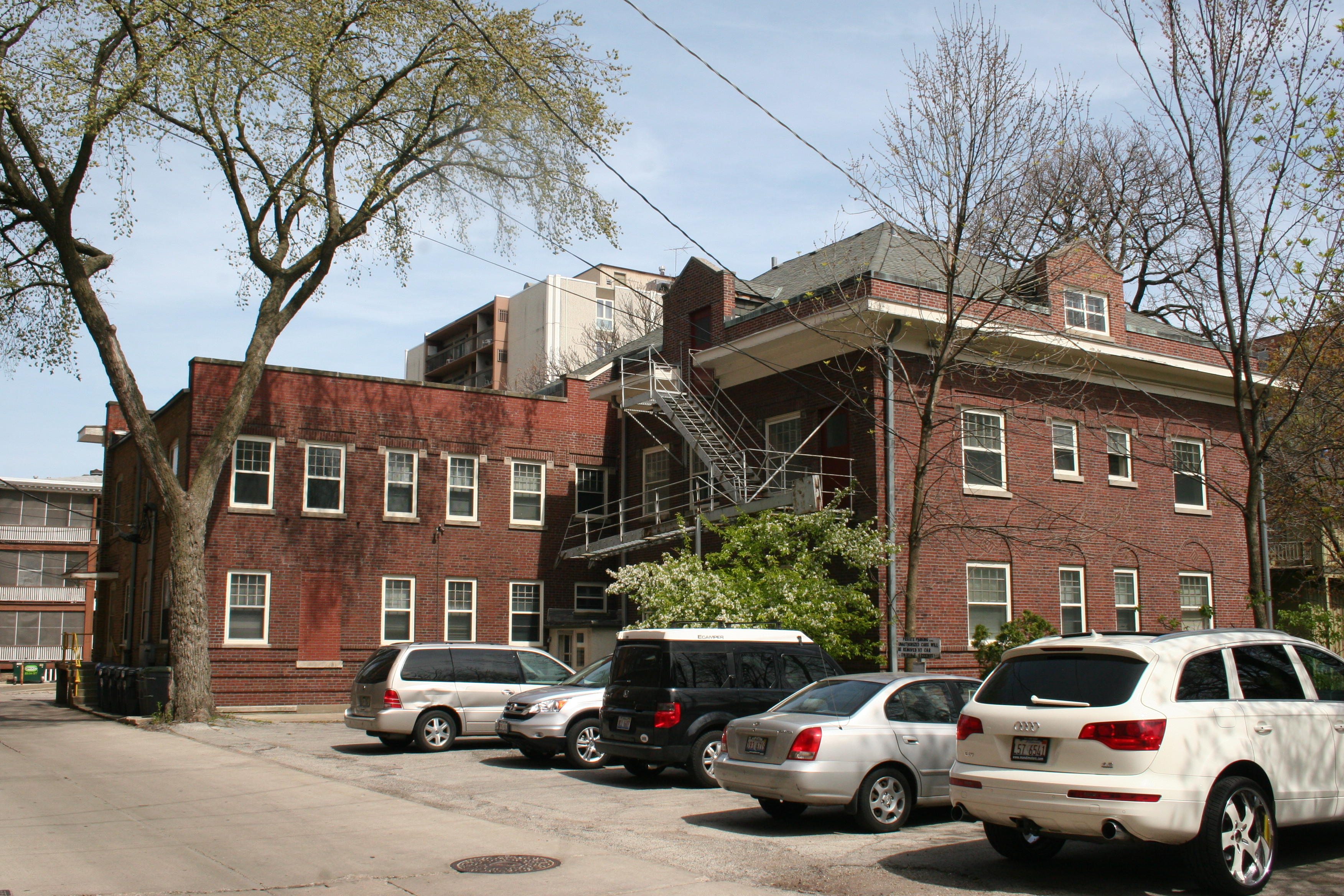
O edifício da administração da União Cristã de Temperança das Mulheres em Evanston, Illinois, tem sido a sede da WCTU desde 1910.

A WCTU continua sendo uma organização internacionalmente ativa, embora suas prioridades tenham evoluído ao longo do tempo. Na cultura americana, apesar de a influência das normas de temperança ter diminuído significativamente e de haver muito menos comunidades secas do que antes da ratificação da Décima Oitava Emenda, a WCTU mantém pelo menos um capítulo em quase todos os estados dos EUA, além de estar presente em 36 outros países ao redor do mundo.

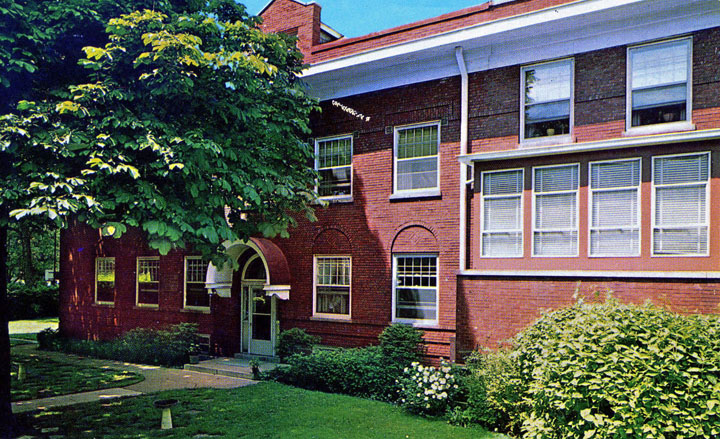
Exterior da sede nacional da WCTU em Evanston, Illinois, um edifício inscrito no registo nacional de locais históricos.

Os requisitos para se tornar membro da WCTU incluem o pagamento de taxas de filiação e a assinatura de um compromisso de abstinência de álcool. Por exemplo, o juramento da WCTU do sul da Califórnia declara: “Prometo solenemente, com a ajuda de Deus, abster-me de todas as bebidas alcoólicas destiladas, fermentadas e de malte, inclusive cerveja, vinho e cidra forte, e empregar todos os meios adequados para desencorajar o uso e o tráfico das mesmas”. Atualmente, a WCTU continua a focar em questões relacionadas ao álcool, que considera o principal problema da América do Norte, bem como drogas ilegais e aborto. A organização também mantém uma longa tradição de alerta sobre os perigos do tabaco, iniciada em 1875, e continua a lutar contra substâncias que considera prejudiciais à sociedade.
A última edição da revista trimestral da WCTU, intitulada The Union Signal, foi publicada em 2015 e focou em pesquisa e informações atuais sobre drogas. Outras organizações nacionais também continuam a publicar material relacionado às suas causas.
A WCTU também se empenha em incentivar os jovens a evitar o abuso de substâncias por meio de três suborganizações divididas por faixa etária: Recrutas do Laço Branco (White Ribbon Recruits - WRR), Legião Leal de Temperança (Loyal Temperance Legion - LTL) e Conselho de Temperança Juvenil (Youth Temperance Council - YTC).
Os Recrutas do Laço Branco são mães que se comprometem publicamente a manter seus filhos livres de drogas. Elas participam da Cerimônia do Laço Branco, e seus filhos, com menos de seis anos, recebem uma fita branca no pulso. A mãe promete ensinar ao filho os princípios da abstinência e da pureza.
A Legião Leal de Temperança (LTL) é voltada para crianças de seis a doze anos que desejam aderir à causa da temperança. Os membros pagam uma cota anual e se comprometem com o lema: “Para que eu possa prestar meu melhor serviço ao lar e ao país, prometo, com a ajuda de Deus, não comprar, beber, vender ou dar bebidas alcoólicas enquanto viver. De outras drogas e do tabaco eu me absterei, e nunca tomarei o nome de Deus em vão.”
O Conselho de Temperança Juvenil (YTC) é destinado a adolescentes e seu compromisso é: “Prometo, com a ajuda de Deus, nunca usar bebidas alcoólicas, outros narcóticos ou tabaco, e incentivar todos os outros a fazer o mesmo, cumprindo o mandamento: ‘mantenha-se puro’.”

## WCTU mundial
A WCTU Mundial (WWCTU) é um dos exemplos mais proeminentes de internacionalismo, evidenciado pela ampla circulação da revista Union Signal e pelas Convenções Internacionais que visavam concentrar a atenção global nas questões de temperança e direitos das mulheres. Essas convenções também incluíam a nomeação de "missionários ao redor do mundo". Entre os eventos notáveis estão a convenção de 1893, programada para coincidir com a Feira Mundial de Chicago; a Convenção de Londres em 1895; a de 1897 em Toronto; e a de Glasgow em 1910. As primeiras missionárias que realizaram uma volta ao mundo foram Mary C. Leavitt, Jessie Ackermann, Alice Palmer, Mary Allen West, Elizabeth Wheeler Andrew e Katharine Bushnell.
Embora a ambição, o alcance e o esforço organizacional da WWCTU possam ser objeto de críticas cínicas no século XXI, é inegável que, no final do século XIX, as participantes acreditavam sinceramente na eficácia da temperança feminina como um meio de elevar o status das mulheres e transformar as relações hierárquicas de gênero em diversas culturas.

### África do Sul
Entre as presidentes da WCTU da Colônia do Cabo estava Georgiana Solomon, que acabou se tornando vice-presidente mundial.

### Nova Zelândia

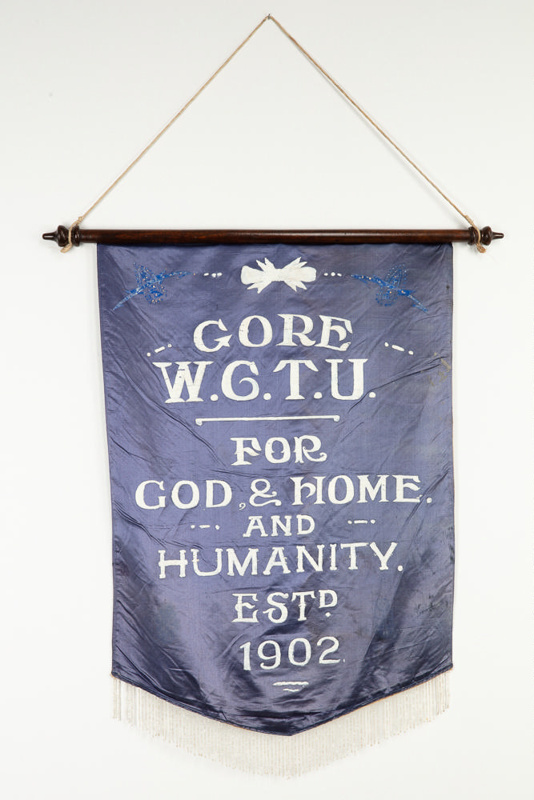
Banner da União Cristã da Temperança Feminina

Em 6 de agosto de 1884, uma filial da WCTU foi estabelecida na Nova Zelândia sob a liderança de Eliza Ann Palmer Brown em Invercargill. Em janeiro de 1885, Mary Leavitt, uma importante missionária americana, chegou a Auckland para promover a mensagem da WCTU. Durante os oito anos seguintes, Leavitt viajou pela Nova Zelândia fundando filiais da WCTU e defendendo que as mulheres deveriam “proteger seus lares e famílias do álcool, reivindicando sua voz legítima” e trabalhar para erradicar o consumo excessivo de álcool por meio do direito ao voto. Ao lado de Leavitt, estava Anne Ward, uma assistente social neozelandesa e ativista da temperança, que se tornou a primeira presidente nacional da WCTU na Nova Zelândia.
As mulheres maoris também participaram ativamente da WCTU na Nova Zelândia. Em 1911, sob a presidência de Fanny Cole, Hera Stirling Munro, Jean McNeish de Cambridge e Rebecca Smith de Hokianga organizaram uma convenção da WCTU em Pakipaki, especificamente para e por Māori. Muitas mulheres maoris assinaram petições nacionais de sufrágio iniciadas pela WCTU. A petição de 1892, por exemplo, foi assinada por Louisa Matahau de Hauraki e Herewaka Poata de Gisborne, e a petição de 1893 contou com assinaturas de Matilda Ngapua de Napier e de quatro outras mulheres maoris que usavam nomes europeus.
A WCTU desempenhou um papel crucial na Nova Zelândia, pois era a única organização pública do país a oferecer às mulheres experiência e formação política e de liderança. Como resultado, mais de metade das sufragistas da época eram membros da WCTU. Kate Sheppard, uma das mais notáveis sufragistas neozelandesas e líder do departamento de franquias da WCTU, aconselhou as mulheres a colaborar estreitamente com os membros do Parlamento para integrar suas ideias no discurso político. Esse esforço contribuiu para que as mulheres obtivessem o Sufrágio feminino na Nova Zelândia em 1893. Entre as sufragistas proeminentes e membros da WCTU estão Kate Sheppard, Learmonth Dalrymple, Meri Te Tai Mangakāhia, Elizabeth Caradus, Kate Milligan Edger, Christina Henderson, Annie Schnackenberg, Anne Ward e Lily Atkinson.

### Canadá

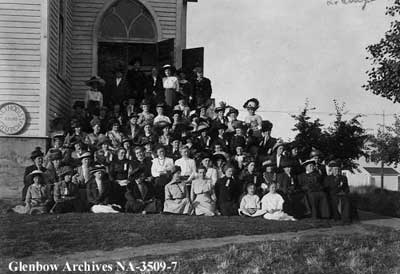
Primeira convenção provincial da WCTU de Alberta, 1913, Olds, Alberta.

A WCTU foi estabelecida no Canadá em 1874, em Owen Sound, Ontário, e rapidamente se expandiu por todo o país. A seção de Terra Nova desempenhou um papel fundamental na campanha a favor do sufrágio feminino, argumentando que as mulheres eram essenciais na luta pela proibição. Em 1885, Letitia Youmans fundou uma organização que se tornaria a principal sociedade feminina do movimento nacional de temperança. Youmans é amplamente reconhecida por sua contribuição na disseminação da organização por todo o Canadá. Entre os membros notáveis estavam Edith Archibald, da Nova Escócia, e a feminista canadense Nellie McClung.

### Terra Nova
A seção da WCTU em Terra Nova foi formada em setembro de 1890. Os primeiros apoiadores incluíam o Reverendo A.D. Morton, ministro metodista da Igreja de Gower Street, e mulheres locais como Emma Peters, Lady Jeanette Thorburn, Jessie Ohman, Maria C. Williams, Elizabeth Neyle, Margaret Chancey, Cecelia Fraser, Rev. Mrs. Morton, Mrs. E.H. Bulley, Tryphenia Duley, Sarah (Rowsell) Wright e Fanny Stowe.
A WCTU de Terra Nova foi ativa na promoção do sufrágio feminino no Domínio, especialmente após os sacrifícios da Primeira Guerra Mundial, conseguindo o direito de voto para as mulheres apenas em 1925.

### Índia
A WCTU foi formada na Índia na década de 1880 e continua ativa até hoje. A organização publica as revistas Temperance Record e White Ribbon e mantém uma presença significativa no país.

### Austrália
A primeira União Cristã de Temperança das Mulheres em Sydney foi estabelecida por Euphemia Bridges Bowes em 1882. No entanto, outras fontes sugerem que a atividade da WCTU na Austrália pode ter começado com as visitas subsequentes de Jessie Ackermann em 1889 e 1891. Antes dessa data, já existiam várias Sociedades Cristãs de Temperança e Abstinência em toda a Austrália. Sara Susan Nolan sucedeu Euphemia Bridges Bowes como presidente em Sydney em 1892.
Jessie Ackermann, atuando como missionária para a WCTU Mundial, sediada nos Estados Unidos, tornou-se a presidente inaugural da seção australiana da WCTU, o maior grupo reformista feminino da Austrália. Maria Elizabeth Kirk foi a primeira secretária da federação. O sindicato desempenhou um papel ativo na luta pela extensão do direito de voto às mulheres, promovendo sociedades de sufrágio, recolhendo assinaturas para petições e pressionando os membros do parlamento. Após visitar a Nova Zelândia, Jessie Ackermann chegou a Hobart em maio de 1889 e percorreu o continente durante quase 12 meses. Ela retornou para uma nova visita, incluindo Melbourne, em 1891.
Em Vitória, conferências semanais sobre temperança eram realizadas na casa de Margaret McLean. Ela foi membro fundadora e coordenadora da seção de Melbourne da WCTU de Vitória, servindo como presidente da organização em dois períodos: 1892-1893 e 1899-1907. Jessie Mary Lloyd (1883-1960) assumiu a presidência da WCTU em 1930, quando uma sondagem realizada em Vitória mostrou que 43% dos votos eram a favor da proibição do álcool.
A seção de Queensland foi estabelecida em 1928 em Willard House, perto do rio Brisbane. Em 1930, a organizadora estadual foi Zara Dare, que se tornou uma das primeiras mulheres policiais de Queensland em 1931.

### Suécia
A WCTU sueca, conhecida como Vita Bandet (Fita Branca), foi fundada por Emilie Rathou em Östermalm, Estocolmo, em 1900. Rathou, um dos principais membros da Organização Internacional dos Bons Templários (International Organisation of Good Templars - IOGT), foi pioneira na organização da WCTU e das suas filiais locais na Suécia.

## Associação de Publicação da Temperança da Mulher
A Associação de Publicação da Temperança Feminina (Woman's Temperance Publishing Association - WPTA) esteve sediada em Chicago de 1880 a 1903. Foi concebida por Matilda B. Carse e criada inicialmente em Indianápolis por Zerelda G. Wallace. Elas achavam que havia necessidade de um jornal semanal de temperança para mulheres de cor. Os criadores queriam que o primeiro conselho de administração fosse constituído por sete mulheres que tivessem a mesma visão de Carse.

## Convenções

### WCTU
- 1874, Cleveland, Ohio;[98]
- 1875, Cincinnati, Ohio;[99]
- 1876, Newark, Nova Jersey;[99]
- 1877, Chicago, Illinois;[100]
- 1878, Baltimore, Maryland;[99]
- 1879, Indianapolis, Indiana;
- 1880, Boston, Massachusetts1881, Washington, D.C.;[99]
- 1882, Louisville, Kentucky;[99]
- 1883, Detroit, Michigan;[99]
- 1884, St. Louis, Missouri;[23]
- 1885, Filadélfia, Pensilvânia;[99]
- 1886, Minneapolis, Minnesota;[99]
- 1887, Nashville, Tennessee;[99]
- 1888, Nova Iorque, Nova Iorque;
- 1889, Chicago, Illinois;[99]
- 1890, Atlanta, Geórgia.[99]

### WCTU nacional
- 1891, Boston, Massachusetts;[101]
- 1892, Denver, Colorado;[102]
- 1893, Chicago, Illinois;[101]
- 1894, Cleveland, Ohio;[103]
- 1895, Baltimore, Maryland;[104]
- 1896, St. Louis, Missouri;[105]
- 1897, Buffalo, Nova Iorque;[26]
- 1898, St. Paul, Minnesota;[106]
- 1899, Seattle, Washington;[107]
- 1900, Washington, D.C.;[15]
- 1901, Fort Worth, Texas;[99]
- 1902, Portland, Maine;[108][109]
- 1903, Cincinnati, Ohio;[110]
- 1904, Filadélfia, Pensilvânia;[111]
- 1905, Los Angeles, Califórnia;
- 1906, Hartford, Connecticut;[26]
- 1907, Nashville, Tennessee;[112]
- 1908, Denver, Colorado;[99]
- 1909, Omaha, Nebraska;[99]
- 1910, Baltimore, Maryland;[113]
- 1911, Milwaukee, Wisconsin;[26]
- 1912, Portland, Oregon;[114]
- 1913, Asbury Park, Nova Jersey;[115]
- 1914, Atlanta, Geórgia;[99]
- 1915, Seattle, Washington;[116]
- 1916, Indianápolis, Indiana;[117]
- 1917, Washington, D. C.;[15]
- 1918, St. Louis, Missouri;
- 1919, St. Louis, Missouri;[118]
- 1920, Washington, D.C.;[119]
- 1921, São Francisco, Califórnia;[120]
- 1922, Filadélfia, Pensilvânia;[121]
- 1923, Columbus, Ohio;[99]
- 1924, Chicago, Illinois;[122]
- 1925, Detroit, Michigan;[123]
- 1926, Los Angeles, Califórnia;[119]
- 1927, Minneapolis, Minnesota;[119]
- 1928, Boston, Massachusetts;[119]

### WCTU mundial
- 1891, Boston, E.U.A.;[121]
- 1893, Chicago, E.U.A.;[121]
- 1895, Londres, Inglaterra;[121]
- 1897, Toronto, Canadá;[121]
- 1900, Edimburgo, Escócia;[121]
- 1903, Genebra, Suíça;[121]
- 1906, Boston, E.U.A.;[121]
- 1910, Glasgow, Escócia;[121]
- 1913, Brooklyn, Nova Iorque, E.U.A.;[121]
- 1920, Londres, Inglaterra;[121]
- 1922, Filadélfia, E.U.A.;[121]
- 1925, Edimburgo, Escócia;[121]
- 1928, Lausanne, Suíça;[121]
- 1931, Toronto, Canadá;[121]
- 1934, Estocolmo, Suécia;[121]
- 1937, Washington D.C., E.U.A.;[124]
- 1947, Ashbury Park, E.U.A.;[124]
- 1950, Hastings, Inglaterra;[124]
- 1953, Vancouver, Canadá;[124]
- 1956, Bremen, Alemanha;[124]
- 1959, Cidade do México, México;[124]
- 1962, Delhi, Índia;[124]
- 1965, Interlaken, Suíça;[124]
- 1968, Tóquio, Japão;[124]
- 1971, Chicago, E.U.A.;[124]
- 1974, Trondheim, Noruega;[124]
- 1977, Sydney, Austrália;[124]
- 1980, Sheffield, Inglaterra;[124]
- 1983, Itasca, Chicago, E.U.A.;[124]
- 1986, Manila, Filipinas;[124]
- 1989, Edmonton, Canadá;[124]
- 1992, Gothenburg, Suécia;[124]
- 1995, Melbourne, Austrália;[124]
- 1998, Seul, Coréia do Sul;[124]
- 2001, Birmingham, Inglaterra;[124]
- 2004, Auckland, Nova Zelândia;[124]
- 2007, Indianapolis, E.U.A.;[125]
- 2010, Stavanger, Noruega;[126]
- 2013, Adelaide, Austrália;[127]
- 2016, Ottawa, Canadá;[128]
- 2019, Helsínquia, Finlândia.[62][124]

## Membros notáveis

### Presidentes

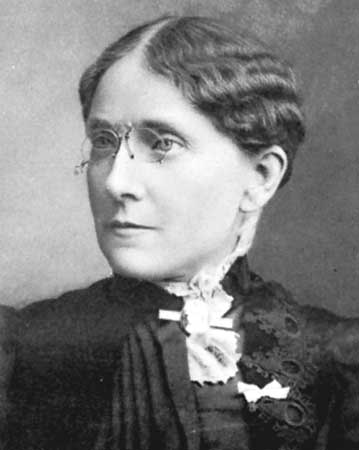
Frances Willard foi presidente da WCTU durante 19 anos.

Os presidentes da WCTU e os seus mandatos são:
- 1874 - 1879 - Annie Turner Wittenmyer;[43]
- 1874 - 1879 - Annie Turner Wittenmyer;[43]
- 1879 - 1898 - Frances Willard;[9]
- 1898 - 1914 - Lillian M. N. Stevens;[129]
- 1914 - 1925 - Anna Adams Gordon;[130]
- 1925 - 1933 - Ella A. Boole;[131]
- 1933 - 1944 - Ida B. Wise;[132]
- 1944 - 1953 - Mamie White Colvin;[133]
- 1953 - 1959 - Agnes Dubbs Hays;[51]
- 1959 - 1974 - Ruth Tibbets Tooze;[51]
- 1974 - 1980 - Edith Kirkendall Stanley;[51]
- 1980 - 1988 - Martha Greer Edgar;[51]
- 1988 - 1996 - Rachel Bubar Kelly;[51]
- 1996 - 2006 - Sarah Frances Ward;[51]
- 2006 - 2014 - Rita Kaye Wert;[51]
- 2014 - 2019 - Sarah Frances Ward;[51]
- 2019 - Atual - Merry Lee Powell.[51]

### Frances Willard
Em 1874, Frances Willard foi eleita secretária da WCTU. Em 1879, foi promovida a presidente, cargo que ocupou por 19 anos. Em 1883, Willard fundou a União Mundial das Mulheres Cristãs da Temperança, expandindo seu ativismo para além da WCTU. Sob sua liderança, a WCTU passou a abranger reformas nos direitos das mulheres, abstinência e educação. Willard concentrou-se na reforma moral das prostitutas, na reforma das prisões e no sufrágio feminino. 
Com a aprovação da 19ª Emenda em 1920, que garantiu o direito de voto às mulheres, as previsões de Willard de que as mulheres eleitoras “entrariam no governo e o purificariam, na política e limpariam o charco de estigma” foram finalmente testadas. Frances Willard faleceu em fevereiro de 1898, na cidade de Nova Iorque. Uma placa comemorativa de sua eleição como presidente da WCTU em 1879, esculpida por Lorado Taft, está localizada na Indiana Statehouse, em Indianapolis, Indiana.

### Matilda Bradley Carse
Matilda B. Carse tornou-se ativista após a morte de seu filho em 1874, causada por um condutor de carroça embriagado. Ela se juntou à União Central de Temperança da Mulher Cristã de Chicago para combater o consumo de álcool. Em 1878, Carse assumiu a presidência da União Central de Temperança da Mulher Cristã de Chicago e, em 1880, ajudou a organizar a Associação de Publicação de Temperança da Mulher, levantando fundos através da venda de ações para mulheres ricas. No mesmo ano, fundou o jornal The Signal, que, três anos depois, fundiu-se com outro periódico para se tornar The Union Signal, tornando-se o mais importante jornal feminino da época.
Durante seu mandato como presidente, Carse fundou diversas instituições de caridade e arrecadou cerca de 60 milhões de dólares por ano para apoiá-las. Entre suas iniciativas estavam a fundação da Creche Bethesda para mães trabalhadoras, dois jardins-de-infância, a Missão Anchorage para meninas em dificuldades, dois dispensários, duas escolas industriais, um escritório de empregos, escolas dominicais e salas de leitura sobre temperança. Ela também foi a força motriz por trás da construção do Templo da Temperança de Chicago.

#### Austrália e Canadá
- Toronto Women's Christian Temperance Union (1876). Constitution, by-laws, and order of business of the Women's Christian Temperance Union, 1876. [S.l.: s.n.]
- Anne Cook, Sharon (1995). Through Sunshine and Shadow: The Woman's Christian Temperance Union, Evangelicalism, and Reform in Ontario, 1874-1930. Col: McGill-Queen's Studies in the History of Religion. [S.l.]: McGill-Queen's University Press
- Anne Cook, Sharon (1995). «"Sowing Seed for the Master": The Ontario WCTU and Evangelical Feminism 1874-1930». Journal of Canadian Studies. 30 (3): 175-194. Consultado em 2 de setembro de 2024
- Hyslop, Anthea (1976). «Temperance, christianity and feminism: The woman's Christian temperance union of Victoria, 1887–97». Historical Studies. 17 (66): 27-49. Consultado em 2 de setembro de 2024
- Sheehan, Nancy M (1980). «Temperance, Education and The WCTU in Alberta, 1905-1930». The Journal of Educational Thought (JET) / Revue de la Pensée Éducative. 14 (2): 108-124. Consultado em 2 de setembro de 2024
- Tyrrell, Ian (1983). «International Aspects of the Woman's Temperance Movement in Australia: The Influence of the American WCTU, 1882–1914». Journal of Religious History. 12 (3): 284-304. Consultado em 2 de setembro de 2024